# リバスター音産
リバスター音産株式会社（リバスターおんさん、RIV.STAR RECORDS）は、佐川急便の出資により設立された、同グループのかつて存在したレコード会社。

## 解説
会社設立のきっかけは、社長の佐川清が歌手の橋幸夫の熱烈なファンだったことにある。また橋の後援会会長である縁から、橋が副社長を務めることとなった。J-POP、演歌（歌謡曲を含む）を取り扱っていた。
リバスター音産は企画・制作・発売を行っており、販売委託に関しては、レコードはキャニオン・レコード、ミュージック・テープはポニーと、それぞれ業務提携していた。

## 沿革
- 1982年 - 「リバスター音楽産業株式会社」（正式社名）として創立。
- 1983年4月 - 歌手の橋幸夫が後援会会長の佐川清の誘いにより、ビクター音楽産業（後のビクターエンタテインメント〈初代〉 → JVCケンウッド・ビクターエンタテインメント → ビクターエンタテインメント〈二代目〉）を一旦離れ、リバスター音産と契約し、代表取締役副社長に就任する。
- 1993年4月 - 東京佐川急便事件の発覚により法人解散。創立から約11年の歴史に幕を下ろすことととなり、同年10月、橋はかつての古巣だったビクターエンタテインメントに復帰した。

## 所属アーティスト
- 橋幸夫（リバスター時代の音源は、一部がビクターエンタテインメントから再発売される例がある）
- 井上杏美
- 井上純一
- 井上千鶴
- VIZION
- 安倍里葎子
- セイントフォー（リバスター解散後、ベスト・アルバムをポニーキャニオンが発売）
- 藤圭子
- 北泉舞子
- 藤田絵美子（現：EMIKO、藤田まことの実娘）
- カール・ルイス
- ステファニー
- きやんみゆきと林檎プロモーション
- 梓夕子
- 島きよし
- 浜名ヒロシ
- 田上敬子
- 秋湖太郎
- 小野由美
- 氏家えりか
- 隆三杉太一
- 中幸矢
- 遠藤康子（デビュー直前に急逝）
- 玉置宏
- 森雄二とサザンクロス＆真貴子
- 中村有里[2]
- 松方弘樹
- 松平遊助（現･室町大助）
- 順みつき
- 夏木亜美
- 貴山恵子
- 永峯ゆう子
- 三谷明
- 谷麗子
- テン・リー
- MIO
- NAMI[3]
- TEFUKIN（手風琴）
- 宮沢明子[4]
- 田代ゆう子
- 大里えり
- 桜木健一
- 松浦善博
- 荒木一郎
- 田端義夫
- 岡野源太
- 横田ひとみ

その他
- オリジナルアニメ「ピンク・ノイズ」
- オリジナルアニメ「学園特捜ヒカルオン」
- オリジナルアニメ「魔龍戦紀」